# Garden City (Kansas)
Garden City è un comune degli Stati Uniti d'America, situato nello Stato del Kansas, nella Contea di Finney.

## Amministrazione

### Gemellaggi
Garden City è gemellata con due città:
- Ciudad Quesada, Costa Rica
- Oristano, Sardegna, Italia